# 不變的你就好 (仁藤優子單曲)
《不變的你就好》（そのままの君でいて）是日本女偶像仁藤優子的第4張單曲。1989年12月5日發行。
以「仁藤優子,KISSME QUICK」的名義發行這張單曲。A面的是以本名「仁藤優子」發行的《不變的你就好》，作為電視動畫《機動警察》的主題曲；B面是以「KISSME QUICK」名義發行的《MIDNIGHT BLUE》。

## 收錄曲目
1. 作詞：森由里子；作曲：羽田一郎；編曲：船山基紀；歌：仁藤優子
2. MIDNIGHT BLUE
作詞、作曲：TAKE；編曲：KISSME QUICK；歌：KISSME QUICK